# Вязовка (приток Иски)
Вязовка — река в Нижнетавдинском районе Тюменской области. Левый приток реки Иски. Берёт своё начало в Кочуговском болоте (в озере Вязовом).

## Данные водного реестра
Код объекта в государственном водном реестре — 14010502612111200008481. Устье реки находится в 203 км по левому берегу Иски. Длина Вязовки — 11 км.
По данным государственного водного реестра России относится к Иртышскому бассейновому округу, речной бассейн — Иртыш, речной подбассейн реки — Тобол. Водохозяйственный участок реки — Тобол от впадения реки Исеть и до устья, без рек Тура, Тавда.